# Wathel Rogers
Wathel Rogers (29 juin 1919 - 25 août 2000, Arizona) était un artiste sculpteur, animateur et imagineer ayant travaillé pour les studios Disney.

## Biographie
Il commence sa carrière d'animateur chez Disney en 1939 mais poursuit la sculpture durant son temps libre. Il est aussi passionné par la mécanique.
En 1954, sur les suggestions de Walt, il rejoint l'équipe de la future WED Entreprises en devenant l'un des trois premiers membres du service des maquettes,. Il travaille alors sur l'intégration des mécanismes au cœur des personnages sculptés par Blaine Gibson. Il participe aussi au projet Petit Homme, les futurs audio-animatronics qu'il habilla pour les attractions de Disneyland, la Foire internationale de New York 1964-1965, le Magic Kingdom et Epcot. Son œuvre se retrouvent dans les audio-animatronics de M. Lincoln, Pirates of the Caribbean, Haunted Mansion et Carousel of Progress.
Il a pris sa retraite en 1987.

## Filmographie
- 1957 : Cosmic Capers, maquette

## Récompenses
Il a été nommé Disney Legends en 1995
Il est gratifié pour son travail sur les mécanismes de Jungle Cruise par une plaque placée sur une cage dans la version de Floride de l'attraction
Il travailla aussi sur les costumes des personnes sculpté par Blaine Gibson, les audio-animatronics de M. Lincoln, Pirates of the Caribbean, Haunted Mansion et Carousel of Progress, ce qui lui vaut la dédicace "You'll Cut A Fine Figure" - Wathel Rogers - Menswear sur une des fenêtres de Main Street USA à Disneyland.